# Zenobiella subrufescens
Zenobiella subrufescens е вид охлюв от семейство Hygromiidae. Видът не е застрашен от изчезване.

## Разпространение и местообитание
Разпространен е във Великобритания (Северна Ирландия), Ирландия, Испания и Франция.
Обитава гористи местности, долини, храсталаци, крайбрежия, плажове и езера.

## Описание
Популацията на вида е стабилна.